# Urlaub (Deutschland)
Urlaub (auch Erholungsurlaub, Jahresurlaub) ist im deutschen Arbeitsrecht und Personalwesen die befristete Freistellung einer Arbeitskraft von ihrer Arbeits- oder Dienstpflicht für einen bestimmten Zweck unter Fortzahlung des Arbeitsentgelts.

## Geschichte
Die Anfänge des bezahlten Jahresurlaubs liegen im Deutschen Kaiserreich. Im 18. Jahrhundert taucht der Urlaub vor allem im Zusammenhang mit dem Militär auf: „Nach dem Feldzuge gieng er mit Urlaub nach Wien …“ Der „Graf von Mailly, der in der Schlacht bey Roßbach gefangen worden und auf Parole Urlaub bekommen, nach Paris zu reisen“.

## Allgemeines
Umgangssprachlich ist mit „Urlaub“ häufig der Erholungsurlaub gemeint, wenn von Urlaub gesprochen wird. Letzterer ist lediglich eine – allerdings die wichtigste – Art von Urlaub. Welche Art Urlaub gemeint ist, hängt von seiner Zweckbindung ab. Beim Erholungsurlaub steht die Erholung und Rekonvaleszenz des Arbeitnehmers, beim Erziehungsurlaub die Erziehung und Betreuung eigener oder fremder Kinder im Vordergrund. Der Urlaub stellt die Arbeitskräfte temporär von ihrer Arbeitspflicht frei. Zu den Arbeitskräften gehören Arbeitnehmer, Beamte, Richter, Soldaten oder auch Selbständige.

## Arten
Es gibt in Deutschland folgende Urlaubsarten:
| Urlaubsart              | Definition |
| ----------------------- | --- |
| Bildungsurlaub          | dient der beruflichen Fortbildung des Arbeitnehmers, landesrechtlich geregelt |
| Elternzeit              | ist ein Zeitraum unbezahlter Freistellung von der Arbeit nach der Geburt eines Kindes, auf die nach § 15 Bundeselterngeld- und Elternzeitgesetz ein Rechtsanspruch besteht |
| Erholungsurlaub         | dient der Erholung und der Rekonvaleszenz der Arbeitskraft. Allgemein geregelt durch das Bundesurlaubsgesetz. Spezialgesetze gelten für bestimmte Arbeitnehmergruppen (Schwerbehinderte, Jugendliche). Tarifverträge, Betriebsvereinbarungen oder Arbeitsverträge können Regelungen enthalten, die für den Arbeitnehmer günstiger als die gesetzliche Mindesturlaubsregelung sind (Günstigkeitsprinzip). |
| Erziehungsurlaub        | können Arbeitnehmer erhalten, um sich der Erziehung und Betreuung eigener oder fremder Kinder zu widmen (§ 17 Bundeserziehungsgeldgesetz); seit 2004 als Elternzeit bezeichnet. |
| Mutterschaftsurlaub     | ist in der nichtamtlicher Diktion das in § 18 f. Mutterschutzgesetz enthaltene Beschäftigungsverbot für Frauen im zeitlichen Zusammenhang mit einer Entbindung. |
| Pflegezeit              | bis zu zehn Arbeitstage können von Beschäftigten in Anspruch genommen werden, wenn dies erforderlich ist, um für einen pflegebedürftigen nahen Angehörigen in einer akut aufgetretenen Pflegesituation eine bedarfsgerechte Pflege zu organisieren oder eine pflegerische Versorgung in dieser Zeit sicherzustellen (§ 2 Pflegezeitgesetz)                                                               |
| Sonderurlaub            | ist der Anspruch des Arbeitnehmers auf Arbeitsbefreiung aus besonderen, in seiner Person liegenden Gründen. Rechtsgrundlage sind insbesondere § 616 BGB sowie Tarifverträge |
| Umzugsurlaub            | ist eine betriebliche Sozialleistung und kann beim Umzug eines Arbeitnehmers gewährt werden |
| Unbezahlter Urlaub      | beruht auf einer freiwilligen Vereinbarung zwischen Arbeitgeber und Arbeitnehmer und lässt die Hauptpflichten aus dem Arbeitsverhältnis (Arbeitspflicht und Arbeitsentgelt) ruhen. |
| Vaterschaftsurlaub      | ist eine Freistellung von der Arbeit aufgrund der Vaterschaft |
| Wahlvorbereitungsurlaub | soll einem Wahlkandidaten für den Deutschen Bundestag die Durchführung eines Wahlkampfes ermöglichen |
| Zusatzurlaub            | erhalten Arbeitspersonen nach § 208 Abs. 1 SGB IX bei einer für das ganze Kalenderjahr anerkannten Schwerbehinderung |

Eine Sonderform von Urlaub heißt Sabbatical. Vor allem Lehrer und andere Beamte nutzen diese Möglichkeit, bei einem Einkommen von z. B. 80 % des ursprünglichen Monatsgehaltes nach vier Jahren ein „Urlaubsjahr“ einzulegen. Das entspricht zwar nicht der gesetzlichen Urlaubsregelung (es ist vielmehr ein Arbeitszeitmodell), wird aber im Sprachgebrauch meist als ein Urlaub angesehen.

## Rechtsgrundlagen
Wichtigste Rechtsgrundlage ist das Bundesurlaubsgesetz (BUrlG), das den Erholungsurlaub regelt. Von den gesetzlichen Regelungen darf im Tarifvertrag, in der Betriebsvereinbarung oder im Arbeitsvertrag abgewichen werden, doch dürfen dabei die Mindestregelungen nicht unterschritten werden (Günstigkeitsprinzip). Bei Großunternehmen können aus Gründen der  Betriebsorganisation auch Betriebsferien angeordnet werden, so dass ein großer Teil der Arbeitnehmer zur selben Zeit Erholungsurlaub nehmen muss.

### Arbeitsrecht
Jeder Arbeitnehmer hat nach § 1 BUrlG in jedem Kalenderjahr Anspruch auf bezahlten Erholungsurlaub. Der Urlaub beträgt gemäß § 3 BUrlG jährlich mindestens 24 Werktage (bezogen auf die Sechs-Tage-Woche). Als Werktage gelten alle Kalendertage, die nicht Sonn- oder gesetzliche Feiertage sind.
In § 7 Abs. 2 BUrlG wird davon ausgegangen, dass der Urlaub ungeteilt genommen wird (Grundsatz der Unteilbarkeit). Werden Urlaubsansprüche auf das nächste Kalenderjahr übertragen, müssen diese jedoch nicht mit dem neuen Urlaub verbunden werden.
Nach § 8 BUrlG darf während des Urlaubs keiner Erwerbstätigkeit nachgegangen werden; die Fortzahlung des Arbeitsentgelts während des Urlaubs ergibt sich aus § 11 BUrlG, wobei das Urlaubsentgelt vor Urlaubsantritt auszuzahlen ist. Die Abweichung in Tarifverträgen ist in § 13 BUrlG geregelt. An gesetzlichen Feiertagen, die auf einen Sonntag fallen, ist Arbeitnehmern das Arbeitsentgelt zu entrichten, das er ohne den Arbeitsausfall erhalten hätte (§ 2 Abs. 1 EntgFG).
Die Mitbestimmung des Betriebsrats erstreckt sich nach § 87 Abs. 1 Nr. 5 BetrVG auch auf die Aufstellung allgemeiner Urlaubsgrundsätze und des Urlaubsplans sowie die Festsetzung der zeitlichen Lage des Urlaubs für einzelne Arbeitnehmer, wenn zwischen dem Arbeitgeber und den beteiligten Arbeitnehmern kein Einverständnis erzielt wird.

### Berechnung
Das BUrlG spricht von 24 Werktagen, deren Anrechnung als Urlaub unabhängig davon erfolgt, ob der Sonnabend in dem jeweiligen Unternehmen ohnehin arbeitsfrei wäre oder nicht. Der Sonnabend ist urlaubsrechtlich ein Werktag, so dass ein Sonnabend auf den Urlaub angerechnet wird. In § 3 Abs. 2 BUrlG wird von der Sechs-Tage-Woche ausgegangen. Von dieser Regelung kann im Tarifvertrag oder Arbeitsvertrag zu Gunsten der Arbeitnehmer abgewichen werden, insbesondere wenn in einem Wirtschaftszweig an Sonnabenden nicht gearbeitet wird. Nicht auf den Urlaub angerechnet werden in die Urlaubszeit fallende Sonntage und gesetzlichen Feiertage, die ohnehin arbeitsfrei sind.
Die im BUrlG vorgeschriebenen 24 Werktage {\displaystyle UG} müssen auf eine Fünf-Tage-Woche umgerechnet werden, so dass folgender Dreisatz für die Ermittlung des tatsächlichen Urlaubsanspruchs {\displaystyle UT} gilt:
{\displaystyle UT={\frac {UG}{W6}}} und {\displaystyle UT\cdot W5}.
Der gesetzliche Anspruch von 24 Tagen bei einer Sechs-Tage-Woche {\displaystyle W6} wird auf die Fünf-Tage Woche {\displaystyle W5} umgerechnet:
{\displaystyle {\frac {24}{6}}=4} und {\displaystyle 4\cdot 5=20},
so dass bei einer Fünf-Tage-Woche ein Urlaubsanspruch von 20 Werktagen besteht.
Wird der in Urlaub befindliche Arbeitnehmer krank, so werden die aufgrund einer Arbeitsunfähigkeitsbescheinigung nachgewiesenen Tage der Arbeitsunfähigkeit auf den Jahresurlaub gemäß § 9 BUrlG nicht angerechnet. Durch die Krankheitstage entsteht Resturlaub.

### Verjährung
Der gesetzliche Anspruch eines Arbeitnehmers auf bezahlten Jahresurlaub unterliegt der Verjährung. Die dreijährige Verjährungsfrist beginnt erst am Ende des Kalenderjahres, in dem der Arbeitgeber den Arbeitnehmer über seinen konkreten Urlaubsanspruch und die Verfallfristen belehrt, den Arbeitnehmer zur Inanspruchnahme des Resturlaubs aufgefordert hat und der Arbeitnehmer den Urlaub dennoch nicht genommen hat. Kommt der Arbeitgeber seiner Pflicht auf Belehrung nicht nach, gibt es keine Verjährung.

### Offene Urlaubstage bei Jobwechsel
Bei einem Jobwechsel kann man noch offene Urlaubstage nicht zum neuen Arbeitgeber mitnehmen, sondern muss sie sich vom alten Arbeitgeber nach dem Bundesurlaubsgesetz auszahlen lassen. Hat man im alten Arbeitsverhältnis zu wenig Urlaub erhalten, steigt auch nicht automatisch der Urlaubsanspruch im neuen Arbeitsverhältnis. Der neue Arbeitgeber schuldet nur den vertraglich zugesagten Urlaub.

### Spezialgesetze
Spezialgesetze wie das JArbSchG, Mutterschutzgesetz und SGB IX (Bundesgesetze) oder das Bildungsurlaubsgesetz (Landesrecht) enthalten Sonderbestimmungen für die jeweiligen Normadressaten. Die hierin aufgeführten Urlaubsarten unterliegen einer strengen Zweckbestimmung.
Jugendliche erhalten nach § 15 JArbSchG – nach Lebensalter gestaffelt – bis zu 30 Werktage Urlaub. Für Frauen im Mutterschutz gelten die Ausfallzeiten wegen eines Beschäftigungsverbots bei der Berechnung des Urlaubs als Beschäftigungszeiten (§ 24 MuSchG). Schwerbehinderte haben Anspruch auf einen bezahlten zusätzlichen Urlaub von fünf Arbeitstagen im Urlaubsjahr (§ 208 SGB IX). Gemäß § 3 Arbeitnehmerweiterbildungsgesetz NRW haben Arbeitnehmer Anspruch auf fünf Arbeitstage Arbeitnehmerweiterbildung im Kalenderjahr.

### Beamtenrecht
Beamten steht nach § 5 BUrlV im Urlaubsjahr ein Urlaub von 30 Arbeitstagen zu. Anders als das BUrlG spricht die BUrlV von Arbeitstagen. Arbeitstage sind alle Kalendertage, an denen Beamte Dienst zu leisten haben (§ 5 Abs. 4 BUrlV). Beamte haben Anspruch auf einen halben Arbeitstag zusätzlichen Erholungsurlaub (Zusatzurlaub) im Kalendermonat, wenn sie zu wechselnden Zeiten zum Dienst herangezogen werden und im Kalendermonat mindestens 35 Stunden Dienst in der Zeit zwischen 20 Uhr und 6 Uhr (Nachtdienststunden) leisten (§ 12 BUrlV). Diese Regelungen gelten auch für Bundesbeamte und Bundesrichter (§ 15 BUrlV).
Wer Urlaub nimmt, benötigt dafür die Genehmigung des Arbeitgebers bzw. Dienstherrn (Urlaubsschein; § 96 BBG); dieser kann oder muss wegen gesetzlicher Grundlagen den Urlaub unter Fortzahlung der Bezüge gewähren, in manchen Fällen auch unter Wegfall der Bezüge (siehe Sonderurlaub). Selbständige dagegen können Urlaub nach eigenem Ermessen nehmen, werden aber gleichwohl Rücksicht auf die Erfordernisse des Geschäftsbetriebs und insbesondere die Wünsche der Kunden, Klienten, Mandanten oder Patienten nehmen. Vor allem Kleinunternehmer gönnen sich daher oft wenig oder gar keinen Urlaub. Dies betrifft beispielsweise viele Landwirte.
Sonderurlaub ist in den §§ 5 ff. SUrlV für die verschiedensten Anlässe vorgesehen.

### Soldatenrecht
Nach § 1 SoldUrlV gelten für den Erholungsurlaub der Berufssoldaten und Soldaten auf Zeit die Vorschriften für Bundesbeamte entsprechend.

## Beurlaubung
Die Beurlaubung ist in der Privatwirtschaft die dauerhafte Freistellung eines Arbeitnehmers von seiner Arbeitspflicht, die meist im Zusammenhang mit der Beendigung des Arbeitsverhältnisses steht. Im Beamtenrecht ist die Beurlaubung die Freistellung vom Dienst ohne Besoldung etwa zur Betreuung minderjähriger Kinder oder Pflege pflegebedürftiger naher Angehöriger. Vorausgesetzt wird, dass ein wichtiger Grund vorliegt und dienstliche Belange nicht entgegenstehen. Während der Beurlaubung darf ein anderes Arbeitsverhältnis aufgenommen werden.

## Abgrenzung
Als Ferien hingegen werden Zeiträume bezeichnet, in denen eine Institution vollständig schließt (Schulferien, Betriebsferien, Semesterferien usw.).